# Götz von König
Pour les articles homonymes, voir König.

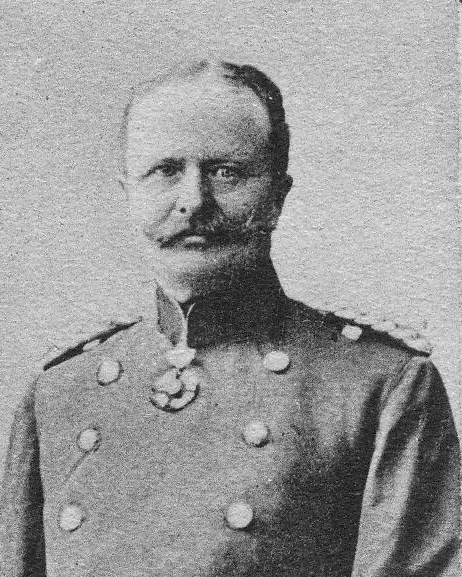
Götz von König en tant que commandant du 7e régiment d'uhlans (1893-1897)

Friedrich Wilhelm Ulrich Götz baron von König (né le 13 mars 1849 à Vienenburg et mort le 8 janvier 1934 à Woltersdorf) est un général de cavalerie prussien et chef du corps de Landwehr pendant la Première Guerre mondiale.

## Biographie
Götz est le fils du trésorier et propriétaire de manoir hanovrien Friedrich Wilhelm baron von König (1800-1862) et de son épouse Pauline, née Bornemann (morte en 1896).

### Armée hanovrienne
König est élevé par un pasteur et, après les lycées de Wernigerode et de Celle, rejoint le corps de cadets hanovrien (de) le 24 avril 1864. Il est ensuite nommé sous-lieutenant le 17 juin 1866 au 5e régiment d'infanterie avec lequel il participe à la bataille de Langensalza pendant la guerre austro-prussienne et y est fait prisonnier par les Prussiens.

### Armée brunswickoise
Après son licenciement, König fait ses adieux le 28 novembre 1866 et rejoint le régiment de hussards du duché de Brunswick. Avec cela, König participe à la guerre franco-prussienne. Avec seulement trois hussards de son escadron, il parvient à s'emparer de la ville de Sarreguemines sans combat. Pour cela, il reçoit la croix de fer de 2e classe et affecté en tant qu'officier d'ordonnance dans le haut commandement de la 2e armée sous les ordres de  Frédéric-Charles de Prusse. Au fur et à mesure que la guerre progresse, König participe aux batailles de Forbach-Spicheren, Saint-Privat, Beaune-la-Rolande, Orléans et Le Mans.

### Armée prussienne
Licencié du service brunswickois après la fin de la guerre, King trouve un emploi dans l'armée prussienne au sein du 3e régiment de hussards à Rathenow. Là, il est promu premier lieutenant le 15 novembre 1873. Du 18 mai 1876 au 10 février 1879, König est adjudant de la 7e brigade de cavalerie à Magdebourg puis dans la même position jusqu'au 10 juin 1879 avec la 3e brigade de cavalerie de la Garde. Le 11 juin 1879, König est promu capitaine en même temps que commandant d'escadron du 1er régiment d'uhlans de la Garde à Potsdam. Le 11 décembre 1886, il est muté au 2e régiment d'uhlans de la Garde tout en servant également comme adjudant au commandement général du 9e corps d'armée et un an plus tard, le 13 décembre, sa promotion au grade de major. En tant que tel, König est transféré au 8e régiment de dragons et affecté à l'état-major ici. Après avoir été nommé lieutenant-colonel le 25 mars 1893, il est nommé commandant du 7e régiment d'uhlans (de) le 4 avril 1893 et y est finalement nommé le 17 juin 1893, commandant. À ce poste, il est promu colonel le 18 avril 1896. Il abandonne le commandement le 17 juin 1897, est nommé à la suite du régiment et devient commandant de la 22e brigade de cavalerie (de) stationnée à Cassel. Il est promu major général le 22 mai 1899. Le 22 mars 1902, König est chargé de s'occuper des affaires en tant qu'inspecteur de la 4e inspection de cavalerie à Sarrebruck. Promu lieutenant général, il est nommé inspecteur le 22 avril 1902. À ce titre, König reçoit la Grand-Croix de l'ordre du Lion de Zaeringen le 4 novembre 1902 et la Grand-Croix de l'ordre de Frédéric le 5 octobre 1904. König abandonne alors son poste le 6 mai 1905 et reçoit l'ordre de la Couronne, 1re classe, avec pension.

#### Première Guerre mondiale
König se rend immédiatement disponible dès le déclenchement de la Première Guerre mondiale, est d'abord commandant supérieur de la Landwehr à des fins spéciales et, le 14 août 1914, devient commandant de la 3e division de la Landwehr. Celui-ci fait partie du corps de Landwehr et, à la tête de sa division, il entre en Pologne via Kalisch et ne s'arrête qu'à la Vistule. Pendant la bataille de Tarnavka, il vient en aide aux alliés autrichiens, couvre la retraite en Galicie puis établit une défense près de Częstochowa afin d'empêcher l'incursion imminente des unités russes dans la zone minière de Haute-Silésie. Là, König, qui a reçu la Croix de fer de 1re classe le 16 octobre 1914, est ensuite chargé de diriger le corps de Landwehr le 4 décembre 1914, le général commandant Remus von Woyrsch reprenant le département militaire qui porte son nom.
Dans les mois suivants, King conduisit son corps depuis la frontière nationale jusqu'au Lososina (de) et au Czarna, puis jusqu'à l'Ilzanka (pl). Le 17 juillet 1915, il participe à la bataille révolutionnaire près de Sienno, qui conduit à la percée près d'Ivangorod et au forçage du passage de la Vistule près de Maciejowice. Le fleuve ici mesure environ 900 mètres de large. Pour ses réalisations à la tête du corps, König reçoit personnellement la plus haute distinction prussienne pour bravoure, l'Ordre Pour le Mérite, de Guillaume II le 23 juillet 1915.
Après avoir sécurisé la tête de pont et repoussé diverses contre-attaques, le corps avance via Bialowies, le Serwetsch jusqu'à la Tshara. Là, le corps passe à la guerre de tranchées après la bataille de Baranovichi en septembre 1915. Le 30 septembre 1915, les Autrichiens alliés rendent hommage à König en lui décernant l'ordre de la Couronne de fer, 1re classe, avec décorations de guerre. Le 14 novembre 1915, König est promu général de cavalerie, alors qu'il en a déjà reçu le caractère le 27 janvier 1915. En avril 1916, il reçoit l'ordre de la Couronne, première classe. Au cours de l'offensive russe Brusilov à l'été 1916, König peut maintenir sa section du front. Le 22 septembre 1916, König est démis de ses fonctions et nommé 1er commandant supérieur de cavalerie, dirigeant une section entre Narocz et le lac Dryswjaty. Après le remaniement du 20 novembre 1916 au 56e corps (de), König reprend une section près de Dünaburg dans le département militaire D. À partir de la mi-février 1918, il participe à l'offensive contre le lac Peipus et la Haute Daugava et avance via Drissa jusqu'à Polotsk.
À la suite de la paix de Brest-Litovsk, le commandement général est dissous et la disposition de mobilisation de König est abrogée le 5 mars 1918. En reconnaissance de ses services, il reçoit l' ordre de l'Aigle rouge de 1re classe avec feuilles de chêne et épées sur l'anneau le 6 mars 1918. Il passe les dernières années de sa vie dans son domaine de Wolterdorf.

### Famille
König est marié avec Hertha baronne von Cramm (1847-1934) depuis le 25 juillet 1870. Le mariage donne naissance à trois enfants, Leo (de), qui devient un peintre reconnu et un représentant du groupe d'artistes de la Sécession berlinoise, Kraft (né en 1872) et Anna Paulowna (née en 1873).